# Ferdinand Warnecke
Ferdinand Warnecke (* 5. Mai 1898; † 5. Mai 1958) war ein deutscher Gewerkschafter. Von 1950 bis 1951 war er Bundesvorsitzender der Gewerkschaft Nahrung-Genuss-Gaststätten (NGG).
Warnecke erlernte den Beruf des Böttchers. Nachdem er dort 1920 zunächst den Vorsitz der Zahlstelle in Hamburg übernommen hatte, war er von 1926 bis 1933 als hauptamtlicher Angestellter im Verband der Böttcher, Weinküfer und Hilfsarbeiter Deutschlands tätig. Aufgrund seiner Tätigkeiten wurde er nach 1933 verhaftet.
Nach dem Krieg war er zunächst 2. Vorsitzender der NGG in der britischen Zone. 1948 wurde er zum Vorsitzenden der Arbeitsgemeinschaft der NGG in der Trizone berufen. 1949 wurde er zunächst zum zweiten, 1950 schließlich, als Nachfolger des verstorbenen Gustav Pufal, zum ersten Bundesvorsitzenden der NGG gewählt. Danach war er noch Geschäftsführer der Ortsverwaltung in Bremen und ab 1954 Bezirksleiter der NGG in Schleswig-Holstein.
Warnecke erlag an seinem 60. Geburtstag den Folgen eines Schlaganfalls.